# Liste der Truppenteile der Feldnachrichtentruppe des Heeres der Bundeswehr
Die Liste der Truppenteile der Feldnachrichtentruppe des Heeres der Bundeswehr enthält alle aufgelösten Einheiten und Teileinheiten der Feldnachrichtentruppe des Heeres der Bundeswehr (bzw. der Frontnachrichtentruppe) mit Aufstellungsdatum, Stationierungsort, Unterstellung und Auflösung oder Umbenennung.

## Einführung in die Nummerierungskonventionen
Von der Heeresstruktur II bis zur Heeresstruktur IV (etwa 1990) erfolgte die Nummerierung der Feldnachrichtenverbände des Heeres anhand einer stringenten Nummerierungskonvention. In dieser Zeit konnte man der Bezeichnung meist direkt die Unterstellung einer Kompanie entnehmen. Bei Unterstellungswechseln, Umgliederungen etc. wurde die Nummer bis auf Ausnahmefälle in der Regel jeweils konsequent angepasst. In dieser Zeit gilt umgekehrt aber auch, dass Verbände gleicher Nummer nicht immer in derselben Traditionslinie gesehen werden können. Nach 1990 und der Eingliederung von Teilen der aufgelösten Nationalen Volksarmee und den erheblichen Umgliederungen in den Jahren nach Ende des Kalten Krieges wurde diese Anpassung oft nicht mehr vorgenommen; die Verbände behielten aus Tradition oft ihre Bezeichnung. Ihre Unterstellung lässt sich damit aus ihrer Nummer meist nicht mehr ableiten. Gewisse Rückschlüsse ergeben sich aber in Bezug auf ihre Herkunft und Traditionslinie. Im Folgenden wird die Systematik geordnet nach Größenordnungen der Verbände vorgestellt. Die nachfolgenden Überlegungen zur Systematik der Bezeichnung sind aber auch für die Zeit vor 1990 stets nur als prinzipielles Konzept zu verstehen. Im Falle von Truppenversuchen, in der Aufstellungs- und Auflösungsphase etc. sind immer wieder Abweichungen von der Regel anzutreffen.

## Kompanien
|  | Bezeichnung  | Aufstellung (aus)        | Stabssitz             | Verbleib                        | Bemerkung |
|  | ------------ | ------------------------ | --------------------- | ------------------------------- | --- |
|  | FNKp 100     | 1985                     | Münster               | 2002 Auflösung                  | Korpstruppen I. Korps; im Frieden zu FmKdo 1; GerEinh                                                                         |
|  | FNKp 200     | 1985                     | Nersingen             | 2002 Auflösung                  | Korpstruppen II. Korps; im Frieden zu FmKdo 2; GerEinh                                                                        |
|  | FNLehrKp 300 | 1970?                    | Diez bis 1971 Bad Ems | 1979? in FNKp 300 umbenannt     | Korpstruppen III. Korps; teilaktiv; Lehrtruppenteil der Schule für Nachrichtenwesen der Bundeswehr                            |
|  | FNKp 300     | 1979? (aus FNLehrKp 300) | Diez                  | 1980? in FNLehrKp 300 umbenannt | Korpstruppen III. Korps; teilaktiv                                                                                            |
|  | FNLehrKp 300 | 1980? (aus FNKp 300)     | Diez                  | 2002 Umgliederung in FNZBw      | Korpstruppen III. Korps; teilaktiv; im Frieden als Lehrtruppenteil der Schule für Nachrichtenwesen der Bundeswehr unterstellt |
|  | FNKp 600     | 1985?                    | Neumünster            | 1989? Auflösung                 | TerrKdo SH; GerEinh |
|  | FNKp 800     | 1985?                    | Düsseldorf            | 1989? Auflösung                 | TerrKdo Nord; GerEinh |
|  | FNKp 850     | 1985?                    | Oftersheim            | 1989? Auflösung                 | TerrKdo Süd; GerEinh |

## Zentren
|  | Bezeichnung | Aufstellung (aus)       | Stabssitz | Verbleib | Bemerkung                         |
|  | ----------- | ----------------------- | --------- | -------- | --------------------------------- |
|  | FNZBw       | 2002 (aus FNLehrKp 300) | Diez      | 2008     | 2008 Auflösung der Truppengattung |

## Züge
|  | Bezeichnung | Aufstellung (aus) | Stabssitz              | Verbleib | Bemerkung                          |
|  | ----------- | ----------------- | ---------------------- | -------- | ---------------------------------- |
|  | FNZg 1      | –                 | Hannover               | –        | Divisionstruppen 1. PzDiv; GerEinh |
|  | FNZg 2      | –                 | Kassel                 | –        | Divisionstruppen 2. PzGrenDiv      |
|  | FNZg 3      | –                 | Buxtehude              | –        | Divisionstruppen 3. PzDiv          |
|  | FNZg 4      | –                 | Regensburg             | –        | Divisionstruppen 4. PzGrenDiv      |
|  | FNZg 5      | –                 | Gau-Algesheim          | –        | Divisionstruppen 5. PzDiv          |
|  | FNZg 6      | –                 | Neumünster             | –        | Divisionstruppen 6. PzGrenDiv      |
|  | FNZg 7      | –                 | Unna                   | –        | Divisionstruppen 7. PzDiv          |
|  | GebFNZg 8   | –                 | Garmisch-Partenkirchen | –        | Divisionstruppen 1. GebDiv         |
|  | FNZg 10     | –                 | Sigmaringen            | –        | Divisionstruppen 10. PzDiv         |
|  | FNZg 11     | –                 | Oldenburg              | –        | Divisionstruppen 11. PzGrenDiv     |
|  | FNZg 12     | –                 | Veitshöchheim          | –        | Divisionstruppen 12. PzDiv         |

## Abkürzungen
- FmKdo → Fernmeldekommando
- FNKp → Feldnachrichtenkompanie (zunächst Frontnachrichtenkompanie)
- FNLehrKp → Feldnachrichtenlehrkompanie (zunächst Frontnachrichtenlehrkompanie)
- FNZBw → Feldnachrichtenzentrum der Bundeswehr
- FNZg → Feldnachrichtenzug (zunächst Frontnachrichtenzug)
- GebDiv → Gebirgsdivision
- GebFNZg → Gebirgsfeldnachrichtenzug (zunächst Gebirgsfrontnachrichtenzug)
- PzDiv → Panzerdivision
- PzGrendDiv → Panzergrenadierdivision
- TerrKdo → Territorialkommando
- TerrKdo SH → Territorialkommando Schleswig-Holstein
- WBK → Wehrbereichskommando